# Rubus quinquefoliolatus
Rubus quinquefoliolatus är en rosväxtart som beskrevs av Tse Tsun Yu och L.T. Lu. Rubus quinquefoliolatus ingår i släktet rubusar, och familjen rosväxter. Inga underarter finns listade i Catalogue of Life.